# SN 2006oq
SN 2006oq – supernowa typu Ia odkryta 17 listopada 2006 roku w galaktyce A114400+1958. W momencie odkrycia miała maksymalną jasność 15,80m.